# This Hero Stuff
This Hero Stuff is een Amerikaanse filmkomedie uit 1919 onder regie van Henry King. De film werd destijds in Nederland uitgebracht onder de titel Held tegen wil en dank.

## Verhaal
Kapitein November Jones komt aan in zijn thuisstad in Nevada. Hij heeft zichzelf vermomd, omdat hij niet wil worden onthaald als een oorlogsheld. Wanneer hij een kind redt van een treinongeluk, komt zijn nepbaard los en hij is verplicht om de gelukwensen van de inwoners in ontvangst te nemen. Intussen bekokstoven de gewetenloze effectenmakelaar Samuel Barnes en de avonturierster Teddy Craig samen een plan om de New Yorker Jackson J. Joseph te beroven, die naar het Wilde Westen komt om zijn dochter Nedra te bezoeken.

## Rolverdeling
| Acteur               | Personage               |
| -------------------- | ----------------------- |
| William Russell      | Kapitein November Jones |
| Winifred Westover    | Nedra Joseph            |
| J. Barney Sherry     | Jackson J. Joseph       |
| Charles K. French    | Samuel Barnes           |
| Mary Thurman         | Teddy Craig             |
| Harvey Clark         | Jonathan Pillsbury      |
| J. Farrell MacDonald | Smith                   |